# 72e bataillon de tirailleurs sénégalais
Pour les articles homonymes, voir 72e bataillon.
Le 72e bataillon de tirailleurs sénégalais (72e BTS) est un bataillon des troupes coloniales françaises pendant la Première Guerre mondiale. Unité de garnison du camp du Courneau, il rejoint Fréjus en 1917.

## Création et différentes dénominations
- avril 1916 : création du 72e bataillon de tirailleurs sénégalais (72e BTS)
- 1919 : dissolution

## Historique des activités du72eBTS

### Mission

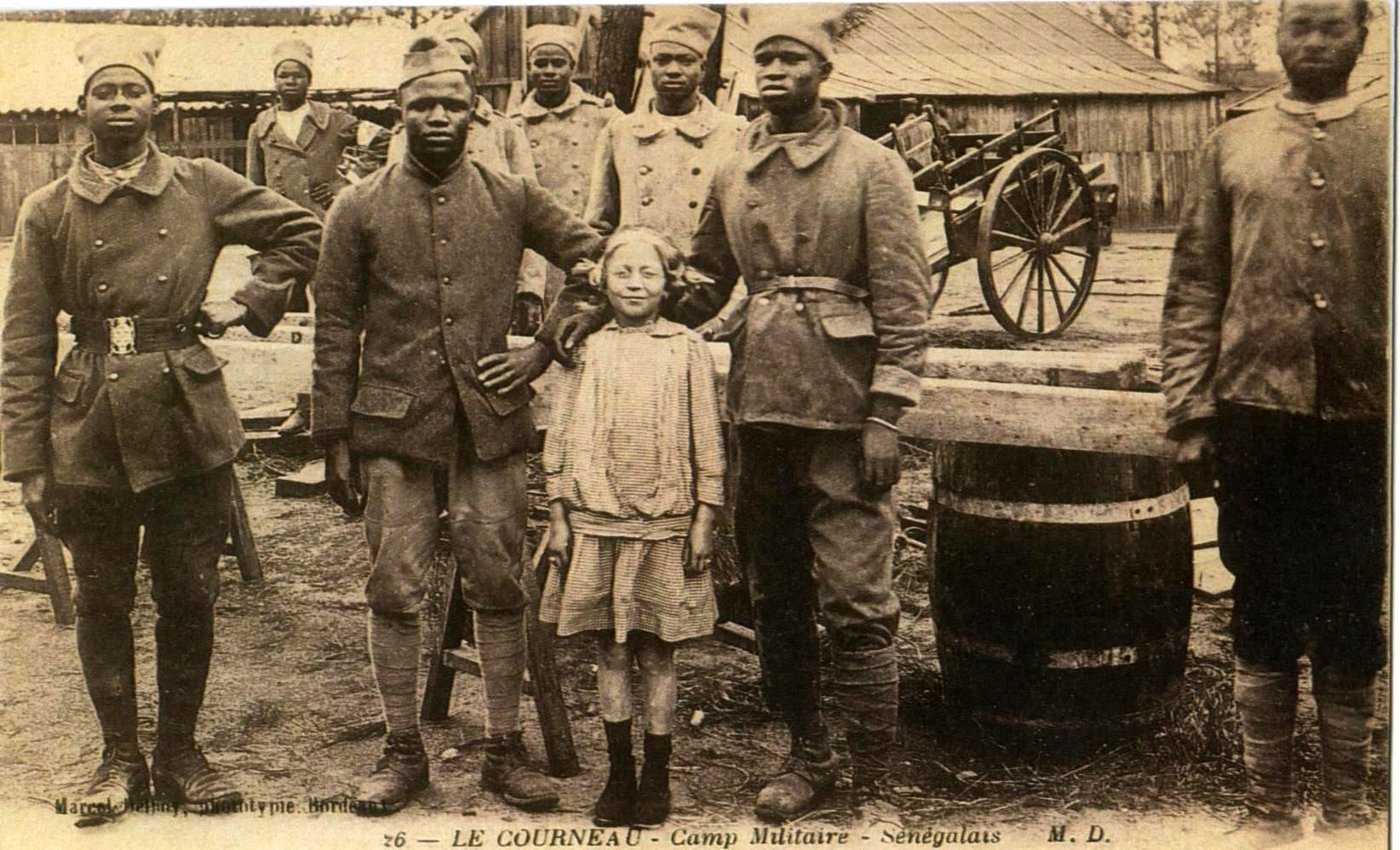
Tirailleurs sénégalais au camp du Corneau, vers 1916.

Le bataillon est créé vers avril 1916, comme bataillon de dépôt. Il a pour mission d'administrer les renforts, les blessés renvoyés par les unités au front et les convalescents de retour d'hôpital.
Les soldats africains souffrent beaucoup de l'humidité hivernale du camp du Courneau et celui-ci ferme en 1917. Le 72e BTS rejoint alors le camp de Fréjus.

### Mouvements d'hommes
- 23/04/1917: Le bataillon fournit des hommes pour la formation du 98e BTS

- 22/04/1918: Le bataillon reçoit tirailleurs inaptes du 83e BTS
- 01/05/1918: Le bataillon reçoit 377 tirailleurs du 82e BTS
- 01/06/1918: Le bataillon fournit 300 hommes en renfort au 105e BTS
- 17/06/1918: Le bataillon envoie 5 sergents, 28 caporaux et 340 tirailleurs au 82e BTS
- 21/06/1918: Le bataillon envoie des hommes au 82e BTS
- 28/06/1918: Le bataillon fournit de nouveaux renforts au 105e BTS
- 01/07/1918: Le bataillon fournit des hommes pour la formation du 122e BTS
- 12/07/1918: Le bataillon reçoit 13 sergents, 30 caporaux et 39 tirailleurs du 82e BTS
- 25/07/1918: Le bataillon fournit 149 hommes en renfort au 106e BTS
- 20/08/1918: A la dissolution du 106e BTS, le bataillon reçoit une partie des effectifs restant de ce dernier
- 28/10/1918: Le bataillon fournit 102 recrues au 83e BTS
- 01/11/1918: Le bataillon reçoit 27 tirailleurs du 83e BTS

- 01/02/1919: Le bataillon reçoit 72 tirailleurs du 83e BTS

### Sources et bibliographie
- Mémoire des Hommes